# Guttenbach
Guttenbach ist ein Dorf im Neckar-Odenwald-Kreis in Baden-Württemberg, das zu Neckargerach gehört.

## Geografie

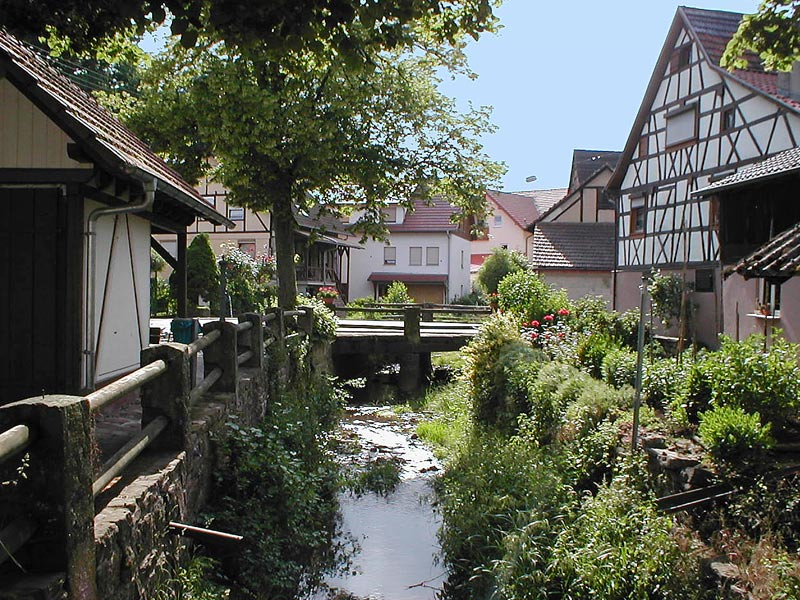
Der Krebsbach fließt durch Guttenbach

Guttenbach liegt am nördlichen Fuß des Mittelbergs am linken Ufer des Neckars an dessen den Odenwald berührenden Unterlauf im nördlichen Baden-Württemberg. Diese links des Neckars gelegene Region wird auch Kleiner Odenwald genannt. Der Neckar floss noch in der Eiszeit in einer ausgedehnten Schleife bis Neckarkatzenbach südlich um den Mittelberg und hat sich erst seitdem zwischen Guttenbach und dem nordwestlich liegenden Neckargerach ein neues Bett gegraben. Im östlichen Teil der alten Neckarschleife verläuft heute der Krebsbach, der in Guttenbach in den Neckar mündet. Wenige hundert Meter nordwestlich der heutigen Siedlungsausdehnung liegt auf einem Bergsporn die Minneburg.

## Geschichte
Guttenbach wird erstmals als Botenbach in einer Urkunde vom 31. Dezember 792 im Lorscher Codex erwähnt. Diese Urkunde hat mehrere Schenkungen des Hermenher zu Obrigheim an das Kloster Lorsch zum Inhalt. Der vermutlich keltische Name deutet auf eine sumpfige Geländelage am Dorfbach hin, der 1789 Kazenbach und später Krebsbach genannt wurde. Die Geschichte des Ortes ist eng mit der nahen Minneburg verknüpft, deren Herren die Ortsherrschaft ausübten. Hier sind insbesondere die Herren von Habern im 16. Jahrhundert zu nennen, unter denen die Minneburg renaissancezeitlich ausgebaut wurde und von denen ein schmuckvolles Epitaph im Ort erhalten ist. Auffällig für den kleinen Ort ist auch das Vorhandensein von zwei Kirchen.
Nach der Evakuierung des KZ Natzweiler im Elsass befand sich die Verwaltung und Kommandantur des KZ Natzweiler von Ende November 1944 bis Anfang März 1945 in den Dörfern Guttenbach und Binau. Die Kommandantur versuchte hier die Verwaltung der Natzweiler-Außenlager neu aufzubauen.
1939 waren 368 Einwohner gezählt worden, Ende 1945 waren es 401. Am 31. Dezember 1972 wurde der Ort nach Neckargerach eingemeindet.

## Schultheiße, Vögte und Bürgermeister

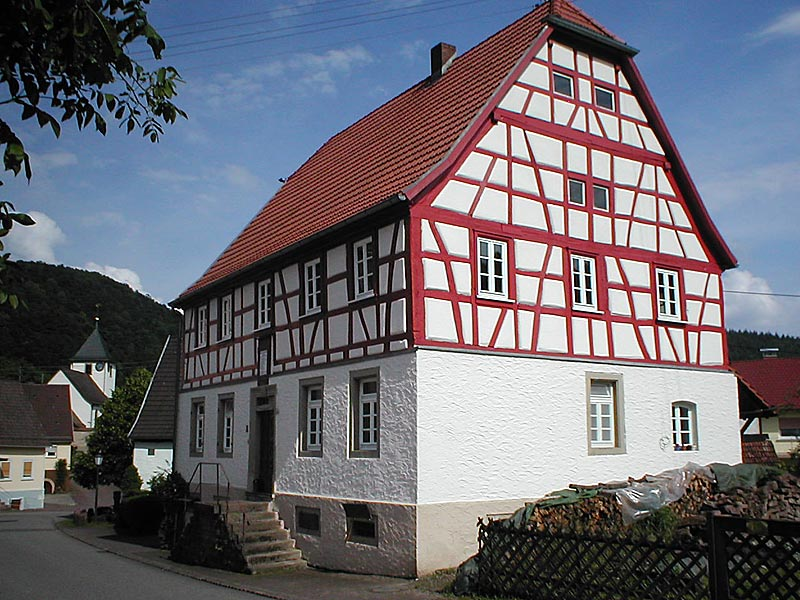
Altes Rathaus

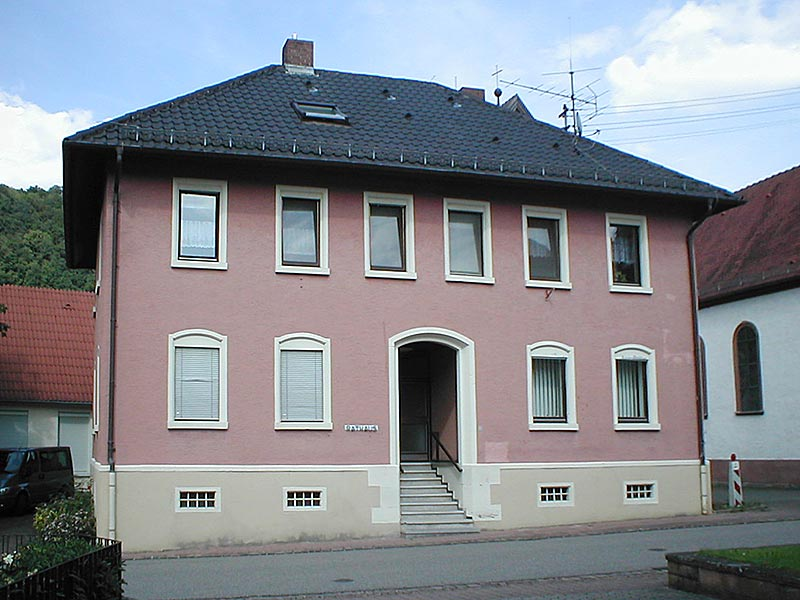
Neues Rathaus

### Schultheiße
- Vor 1624: Hanß Michel
- 1642: Bernhardt Öttler
- 1734, 1754: Johann Michel Martin
- 1772: Wilhelm Vierling
- 1773: Hans Adam Pfütsch

### Vögte
- 1815, 1822: Vierling
- 1822: Pfitsch
- 1830–1833: Jakob Frank

### Bürgermeister
- 1833–1872: Jakob Frank
- 1872–1896: Stoll
- 1896–1905: Heinrich Stoll
- 1905–1916: Georg Reinmuth
- 1916–1924: Wilhelm Leibfried
- 1924–1928: Karl Stoll
- 1928–1938: Eugen Leibfried
- 1938–1945: Theodor Dollinger
- 1945–1948: Ludwig Klenk
- 1948–1957: Wilhelm Unfall
- 1957–1973: Albert Herrmann

## Wappen
Die Blasonierung lautet: In von Blau und Silber gerautetem Schild ein blauer Wellenbalken.

## Bauwerke

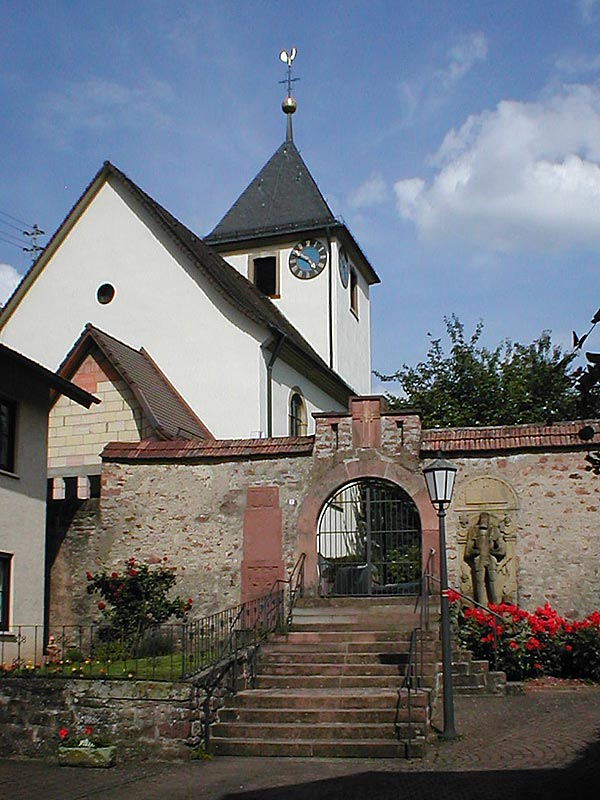
Katholische Kirche

- Wenige hundert Meter nordwestlich von Guttenbach befindet sich auf einem Bergsporn die bereits auf Markung von Neckarkatzenbach liegende Minneburg, mit der der Ort geschichtlich verbunden ist. Die Burg wurde im 14. Jahrhundert erstmals erwähnt und ist seit ihrer Zerstörung im 17. Jahrhundert eine Ruine.
- Die St. Urbanus (Guttenbach) ist die ursprüngliche Kirche des Ortes, die im 16. Jahrhundert reformiert und bei der Kirchenteilung 1707 wieder katholisch wurde. Das Gebäude in seiner heutigen Form wurde ab 1780 erbaut und seitdem mehrfach renoviert. In der Kirchenmauer ist ein schmuckvolles Epitaph für Ludwig von Habern († 1555) erhalten.
- Die Evangelische Kirche, erbaut von 1740 bis 1750, besaß ursprünglich keinen Turm. 1973 wurde ein schmuckloser, freistehender Glockenturm ergänzt, in dem sich seit 1974 vier Glocken befinden.
- Das Alte Rathaus ist ein schmuckvoller Fachwerkbau. Das Neue Rathaus ist ein neuerer Zweckbau. Beim Alten Rathaus befindet sich ein historischer Dorfbrunnen.
- Die Staustufe Guttenbach liegt zur Hälfte auf Guttenbacher Gemarkung im Neckar.

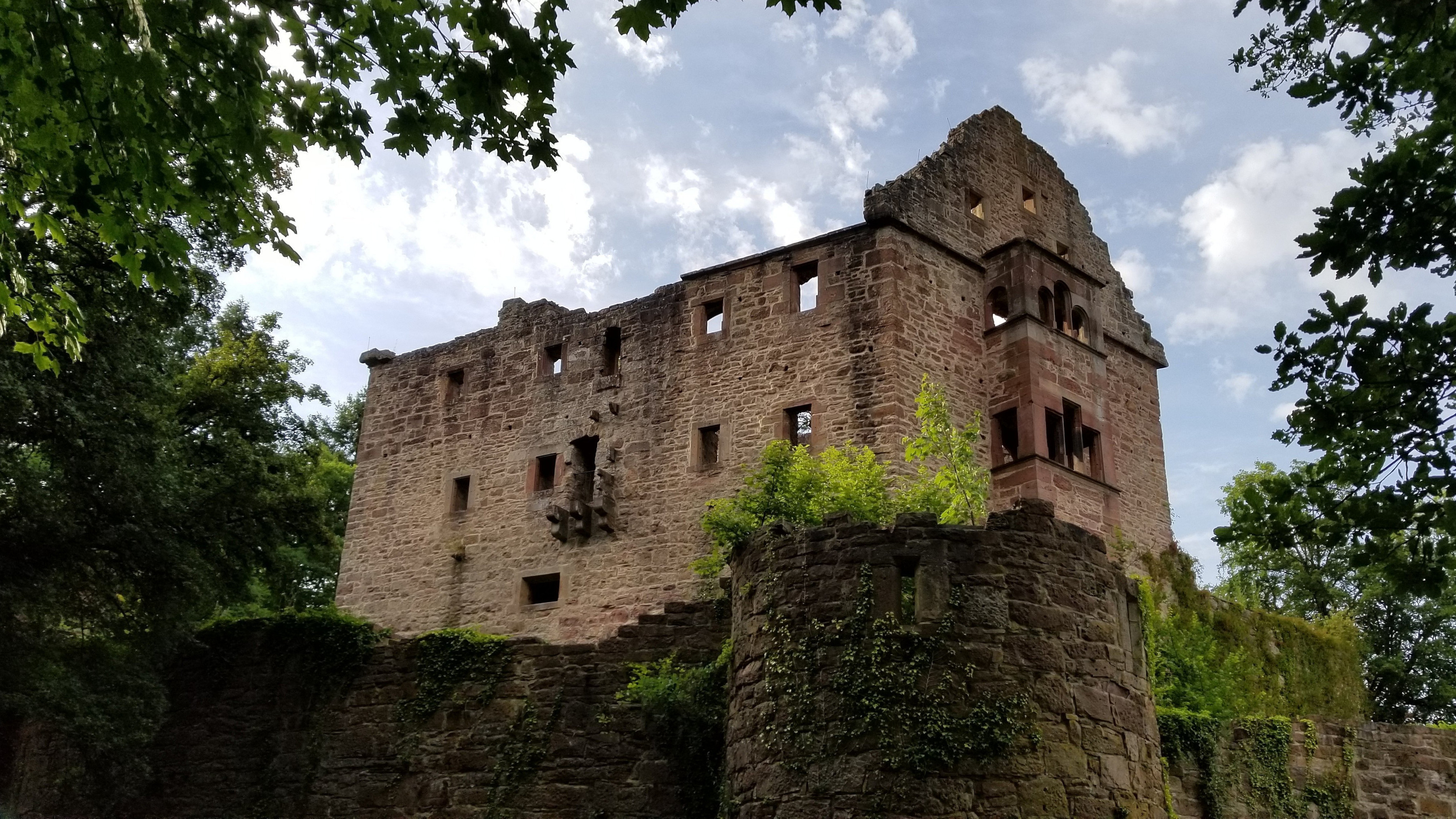
Minneburg
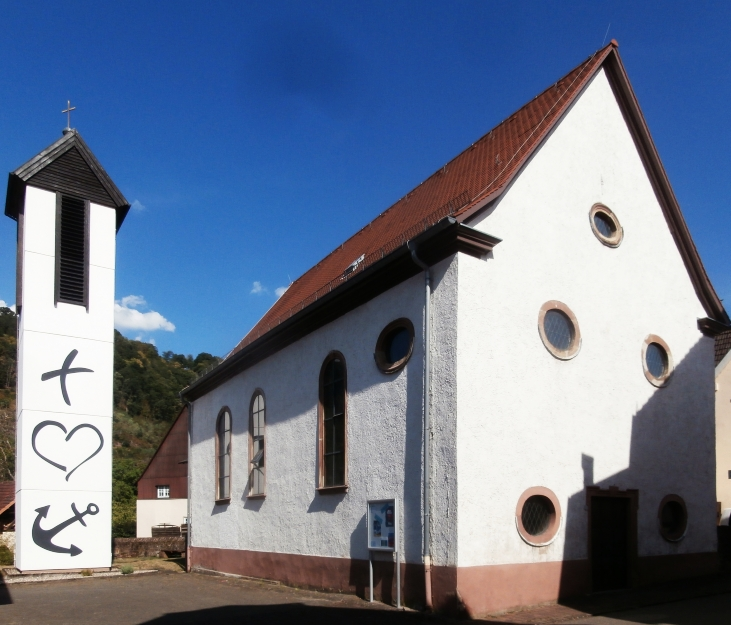
Evang. Kirche
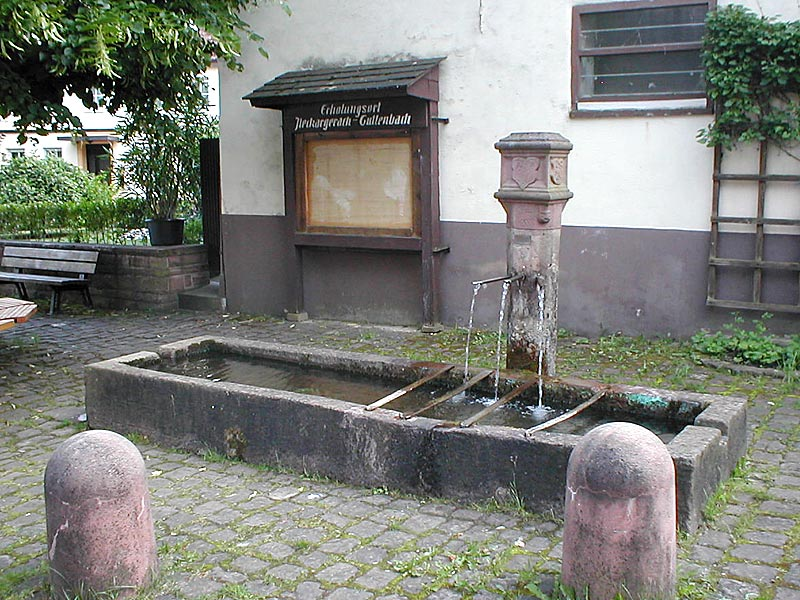
Dorfbrunnen